# Scott Jenkins
Scott Jenkins (ur. w Huntsville, w stanie Ohio) – amerykański prezenter radiowy i aktor. Po dziesięciu latach pracy w radiu, otrzymał rolę Warrena Lockridge’a w operze mydlanej NBC Santa Barbara, gdzie zastąpił Johna Allena Nelsona (od 1 sierpnia 1984 r. do 29 kwietnia 1986). Grał tę postać od 7 stycznia do 24 marca 1987.

## Wybrana filmografia

### Seriale TV
- 1987: Santa Barbara jako Warren Lockridge
- 1989: Pokolenia (Generations) jako pracownik biurowy
- 1989: Pokolenia (Generations) jako Radio Disc Jockey (głos)